# Afrodite Hipolimpídia
Afrodite Hipolimpídia (em grego clássico: Ἀφροδίτη Ὑπολυμπιδία; romaniz.: Afrodite no Monte Olimpos) é uma escultura grega de mármore do século II a.C., menor que o tamanho natural, representando Afrodite, a deusa grega da beleza e do desejo. Foi descoberta no Templo de Ísis em Dion, uma cidade na região da Macedônia, no norte da Grécia. Atualmente está exposta no Museu Arqueológico de Dion com o número de registro 383. A estátua foi feita por volta de 150-100 a.C., modelada a partir de uma estátua de tamanho real identificada como Afrodite Hegemone; este tipo de estátua, conhecido no passado como Tiepolo Afrodite, foi particularmente popular durante a era helenística. De acordo com uma inscrição, a estátua foi encomendada por uma liberta (concedida a carta de alforria) chamada Anthestia Iucunda em homenagem a Afrodite e aos romanos que se estabeleceram em Dion.